# 大野元昭
大野 元昭（おおの もとあき、1936年（昭和11年）1月28日 - ）は、日本の実業家。ライオンズクラブ元国際理事。ゼネラル・サービス元代表取締役社長。大野電機鋳造所元代表取締役社長。祖父は川口市議会元議員の大野元次郎。長男は第61代埼玉県知事の大野元裕。

## 経歴
埼玉県川口市出身。川口市長を務めた大野元美の長男として生まれる。1958年（昭和33年）慶応義塾大学文学部を卒業し、同年4月家業である大野電機鋳造所入社。同年12月専務取締役を経て、1975年（昭和50年）9月代表取締役社長に就任。
1970年（昭和45年）6月ゼネラル・サービス代表取締役社長、1977年（昭和52年）4月日装代表取締役会長に就任。

## 人物
趣味はゴルフ。